# Storia di Albano
La storia della città di Albano Laziale, in provincia di Roma nell'area dei Castelli Romani, è la storia di una delle città più antiche e aristocratiche del Lazio; importante sede vescovile suburbicaria fin dal V secolo, in seguito fu soggetta a lungo alla famiglia Savelli, e infine divenne possesso della Camera Apostolica. Le radici dello sviluppo attuale di Albano, che è uno dei comuni più ricchi e popolosi della provincia di Roma, affondano proprio nel periodo della dominazione camerale e poi nello sviluppo economico avvenuto nel XIX secolo, durante il periodo di dominazione pontificia e dopo l'annessione italiana.

## Età antica

### Età protostorica (I millennio a.C. - 638 a.C.)
I primi insediamenti umani nel territorio comunale di Albano, la cui presenza sia attestata da ritrovamenti archeologici, risalgono all'inizio del I millennio a.C.
Al periodo Laziale I e II A (1000 a.C. - 830 a.C.) fanno riferimento i resti rinvenuti nelle località Tor Paluzzi e Castel Savello, presso le frazioni di Cecchina e Pavona, e i reperti del Colle dei Cappuccini. Al successivo periodo Laziale II B (830 a.C. - 770 a.C.) risalgono invece i primi insediamenti collegabili alla mitica capitale latina Alba Longa.

### Età romana (638 a.C. - 476)
Dopo la distruzione di Alba Longa, l'Ager Albanus divenne luogo di villeggiatura per molti patrizi romani. Sorsero così le ville di Clodio (località Ercolano di Castel Gandolfo), Pompeo Magno (oggi dentro Villa Doria-Pamphilj, nel centro di Albano), Seneca (individuata sul Lago Albano, in direzione di Palazzolo) e Domiziano (tutti i 55 ettari dell'attuale Palazzo Pontificio più l'intero specchio del Lago Albano e il territorio del centro di Albano).

L'imperatore Settimio Severo, nel 212, fece costruire i Castra Albana come alloggiamento alla Legio II Parthica. Il nucleo urbano della moderna Albano Laziale ha origine dall'accampamento militare (Castra Albana) che l'imperatore Settimio Severo fece costruire, agli inizi del III secolo, per ospitare in una località posta nelle vicinanze della capitale la II legione Partica. La Via Appia, la strada consolare fatta costruire da Appio Claudio Cieco nel IV secolo a.C., permetteva infatti di richiamare in tempi rapidi delle truppe fedeli all'imperatore in caso di necessità. Si ricordi che Settimio Severo nel 203 aveva dato facoltà ai legionari di sposarsi, cosa mai concessa prima di allora, permettendo così che si creassero dei legami fra legione e territorio, che quello militare diventasse un mestiere familiare, che gli accampamenti militari si trasformassero da baraccamenti di legno (canabae) in costruzioni in muratura evolvendo gradatamente in centri urbani.
Le vie principali dell'attuale centro storico seguono ancora oggi in parte le vie dell'antico accampamento, a pianta rigidamente rettangolare come tutti gli accampamenti romani. Anche le mura dei Castra Albana sono in parte tuttora visibili.
L'imperatore Caracalla, figlio di Settimio Severo, fece costruire della grandi terme per i legionari dell'accampamento Castra Albana allo scopo di ottenere i loro favori ed evitare loro reazioni quando uccise suo fratello Geta.
Le imponenti mura di queste terme sono ancora visibili nella parte bassa della città anche se in parte ora fanno parte di edifici, mentre una grande cisterna nella parte superiore riforniva di acqua le terme.
Al termine dell'attuale Borgo Garibaldi vi sono i resti di un parallelepipedo sormontato da torrette coniche che si appoggiano su basi quadrate; è chiamato tradizionalmente tomba degli Orazi e Curiazi, facendo riferimento al leggendario scontro dei tre fratelli romani Orazi contro tre fratelli di Alba Longa, i Curiazi, per stabilire quale delle due città dovesse avere il predominio sull'altra. In realtà la tradizione è priva di fondamento, come quasi tutte quelle che legano luoghi o monumenti all'antica Alba Longa, distrutta nel VII secolo a.C.: il monumentale sepolcro degli Orazi e Curiazi è stato eretto infatti molto più tardi, nel I secolo a.C.

## Medioevo

### Alto Medioevo (476 - 1000)
Dopo che l'imperatore Ottone I di Sassonia entrò in Roma nel novembre 963, costringendo alla fuga papa Giovanni XII e proclamando come nuovo Papa Leone VIII con il quale firmò il Privilegium Ottonianum, il Senato fu sciolto. Antonio Ricci, nella sua opera storica su Albano, ipotizza che la città fino al X secolo fosse stata un possesso del Senato: solo in questo modo potrebbe infatti essere motivata la donazione dei feudi di Albano, Ariccia, ed altri tre castelli adiacenti, che nel 964 l'imperatore fece al suo fedele luogotenente Virginio Savelli. Tuttavia, questa donazione, testimoniata a suo dire da un documento conservato nell'archivio di casa Savelli, libro dei Repertorii 1, pagina 259, è confutata da altri studiosi e storici: il contemporaneo Emanuele Lucidi, nella sua opera storica su Ariccia, afferma che in quella stessa epoca Ariccia doveva essere governata dai Conti di Tuscolo, e che la donazione sarebbe stata costruita ad hoc in un'età posteriore dai Savelli per giustificare il loro dominio sui feudi in questione.

### Basso Medioevo (1000 - 1436)
La dominazione dei Savelli si interromperà nel 1103, quando papa Pasquale II si rifugerà ad Albano proclamandola territorio vescovile. Albano fu molto fedele a questo Pontefice, tanto che nel 1118 subì un assedio da parte delle forze dei romani ostili al Papa. Pasquale II ricompensò la città con un privilegio, con cui sollevò gli albanensi dal pagamento della tassa sul macinato.
Nel 1167 i romani vennero sconfitti dalle truppe di Federico Barbarossa nella Battaglia di Prata Porci, e dato che Tusculum e Albano si erano schierate a favore dell'imperatore, i romani dopo la partenza del Barbarossa piombarono su Albano distruggendola.
Dato che nel 1203 papa Innocenzo III aveva donato al monastero di San Paolo alle Tre Fontane molte chiese di Albano, il vescovo chiese di rientrarne in possesso e nel 1217 papa Onorio III ratificò il possesso di Albano in favore dei vescovi. Lo stesso privilegio venne riconfermato nel 1221 da papa Niccolò III, ma in quello stesso anno l'imperatore Federico II donò Albano a Giacomo Savelli.
Dopo la donazione ai Savelli del 1221, il feudo di Albano rimase in possesso di questi per altri quattro secoli.
Nel 1243 Albano venne messa al sacco da un'incursione saracena, mentre nel 1284 il cardinal Savelli crea il convento di San Paolo, sulla sommità del colle oggi detto dei Cappuccini, affidandolo assieme al romitorio di Sant'Angelo in Lacu a frati Guglielmini.
Nel 1316 venne riconsacrato il Santuario di Santa Maria della Rotonda, da suore agostiniane.
Nel 1436 le truppe del cardinal Giovanni Maria Vitelleschi assaltano e distruggono Albano e Castel Savello, dato che i Savelli si erano alleati con i Colonna contro papa Eugenio IV.

## Età moderna (1436 - 1815)

### La dominazione dei Savelli (1436 - 1697)
Nel 1697 Albano viene tolta a Giulio Savelli, siccome questi era creditore di una somma consistente, e viene messo all'asta e acquisito dalla Camera Apostolica. Albano diviene così un possesso inalienabile di Santa Romana Chiesa, e tale resterà fino al 1798.

### La dominazione della Camera Apostolica (1697 - 1798)
Nel 1719 si iniziano i lavori di restauro della Cattedrale di San Pancrazio, ad opera del cardinal Paolucci, che termineranno nel 1722.
Nel 1789 papa Pio VI fece aprire la Via Appia, passante per Albano, che ridiede lustro alla cittadina.

### La Repubblica Romana (1798-1799) e l'occupazione francese (1807-1815)
Nel febbraio 1798, dopo l'ingresso dei francesi a Roma, Albano, Frascati, Velletri e successivamente Marino proclameranno subito la Repubblica.
Ma in seguito alla rivolta dei trasteverini il 18 marzo 1798, anche la maggioranza degli albanensi insorse contro i francesi e si ebbe uno scontro tra i rivoltosi e il generale Gioacchino Murat alle Frattocchie, il 22 marzo, in seguito al quale i francesi poterono entrare in Albano mettendola a sacco.

Ad Albano si accampò anche Fra Diavolo, con le sue truppe napoletane, dopo la cacciata dei francesi, dato che gli era impedito l'ingresso in Roma.

## Età contemporanea

### Il Regno d'Italia (1870 - 1944)
La presa di Roma (20 settembre 1870) da parte dell'esercito italiano comandato dal generale Raffaele Cadorna pose fine all'esistenza dello Stato della Chiesa stroncò ogni pretesa di potere temporale del Papa. Il 2 ottobre l'annessione del Lazio al Regno d'Italia fu ratificata da un plebiscito popolare -77 520 "si" contro 857 "no" in tutta la provincia di Roma-. Ad Albano venne eletto il primo sindaco unitario, Bernardino Silvestroni, che fissò la residenza comunale dove ancora oggi permane, presso Palazzo Savelli.